# Гирдап
 Акционерно спестително дружество „Гирдап“ е първата частна банка в България, основана в Русе през 1881 г.
По време на своето съществуване „Гирдап“ е една от двете най-големи български банки с предимно местен частен капитал, наред с Българска търговска банка (БТБ).

## История

### Възход
„Гирдап“ е първото българско кредитно акционерно дружество. То е основано от видни русенски финансисти и търговци, сред които Христо Армянов и брат му Коста Армянов (бъдещ заместник-кмет на Русе). Учредено е с начален капитал 750 лева, като до края на годината са продадени акции за 6900 лева. Първоначално дружеството има срок на съществуване 5 години, който впоследствие е неколкократно удължаван.
Сред акционерите са били Георг Силаги, Михаил Силаги, Иван Хаджииванов и други. Пакетите с акции от 100 и 1000 лв. са предадени и се пазят днес в Регионален Исторически Музей – Русе.
Още от основаването си банката е свързана с политическите партии. Докато основаната малко по-късно БТБ е близка до Народната партия, „Гирдап“ е тясно свързана с Народнолибералната партия. Тези банки често се конкурират за общински заеми, като използват политическите си връзки.
Капиталът на дружеството надхвърля 500 000 лева през 1891 г. Дейността на банката нараства по време на стопанския възход на страната през първото десетилетие на 20 век. През 1911 година нейният капитал вече е 2 милиона лева, а обемът на пласментите – 12 милиона лева. Към 1912 година тя е 3-та по големина частна банка след БТБ и свързаната с Дойче банк Българска кредитна банка, въпреки че частният банков сектор в страната е сравнително малък. Печалбата на банка „Гирдап“ възлиза на 359 671,15 лева за 1912 година.

### Упадък
Близка до правителството по време на Първата световна война, „Гирдап“ активно се включва в масовото създаване на акционерни дружества през 1917–1918 година, много от които се оказват безперспективни. Банката участва в предприятия като Първо българско за цимент акционерно дружество „Лев“ в Плевен, „Мини Курило“, „Модерен театър“, Българска македонска банка, в които значителни дялове имат и нейните основни акционери Бончо Боев, Иван Ковачев и Никола Ковачев.
След войната кръгът около банка „Гирдап“ губи политическите си протекции и изпада в немилост. През 1919 година Бончо Боев е интерниран в Берковица, а на следващата година Иван Ковачев е обвинен по Закона за съдене на виновниците за националните катастрофи заради кредит, отпуснат на видния радославист Никола Алтимирски. Боев прекарва 8 месеца в затвора, заподозрян в помагачество, но е оправдан. През част от това време властите държат запечатани касите на банката.

### Фалит
През 1922 година Българската народна банка (БНБ) закрива сметката на „Гирдап“, което предизвиква масова паника сред вложителите. Правителството заплашва с отчуждаване по занижена стойност сградата на банката на улица „Славянска“ №5 в София, в която наемател е Министерството на финансите, което допълнително увеличава напрежението и поставя банката пред фалит. До началото на следващата година са изтеглени депозити за 38 милиона лева, а много полици на нейни длъжници, включително на участници в ръководството на самата банка, са протестирани. По онова време БНБ, най-големият кредитор на „Гирдап“, заема позиция срещу обявяването на банката в несъстоятелност и започналото производство е прекратено. 2 години по-късно БНБ променя позицията си и на 3 февруари 1925 година Русенският окръжен съд обявява „Гирдап“ в несъстоятелност, а Бончо Боев, Иван Ковачев и Никола Ковачев са арестувани. Процедурите по ликвидацията се проточват до края на 1930-те години.
Основна причина за фалита на „Гирдап“ става нейното лошо управление в условията на тежък конфликт на интереси. Непосредствено преди фалита половината активи на банката представляват заеми, отпуснати на нейни акционери и служители, членове на нейни ръководни органи и политици от радославистката коалиция. Само семейството на Ковачеви и Бончо Боев дължат 1/3 от всички активи. В основната си част тези вътрешни заеми са обезпечени с акции на предприятия, също свързани с „Гирдап“, като Българска македонска банка, Горска търговска банка, управляваната от Васил Радославов Банка „България“. В нарушение на закона са приемани като залог дори акции от самата банка „Гирдап“. След края на войната тези обезпечения рязко губят стойността си. Така активите на банковия клон в София в размер на 67 милиона лева са обезпечени с акции с номинал 24 милиона лева, чиято пазарна стойност през 1924 година остава едва 1 милион лева.

## Централа
Сградата на централата на банката в Русе е построена през 1896 г. по проект на архитектите Стоян Золотов и Удо Рибау (по информация на Васил Дойков, докато според арх. Мариана Георгиева архитектурният проект е на инж. Самуил Данаилов, тогава още недипломиран).
Общата застроена площ е около 260 m2. Сградата се състои от партер, 2 етажа и таван. Подземието е само под част от сградата. През 1913 г. сградата е опожарена. Надстрояването с втори етаж е извършено през 1913 г. по проект на инж. Тодор Тонев.
През 1964 – 1967 г. са направени промени в интериора на сградата, след което тя се ползва от Градския народен съвет. Няколко десетилетия в партерната част се е помещавало концертно бюро. Понастоящем сградата на банката се използва от Сметната палата.
Това е най-честото място за среща на русенци, наричано често „Часовникът“ заради часовниковата куличка над входа.